# الجميلة والوحش (حكاية خرافية)
الجميلة والوحش هي قصة خرافية تقليدية أوروبية، تم تناولها في أكثر من موضوع، ولكن يرجع أصلها إلى قصة الكاتب اللاتيني لوكيوس أبوليوس تحت عنوان كوبيدو والروح في كتابه الحمار الذهبي، والذي عرف أيضا بالتحول. وتنتمي هذه القصة إلى أدب الأطفال وأدب الفنتازيا والأنيمايشن.